# 51B busz (Tatabánya)
A tatabányai 51B jelzésű autóbusz a Szent István úti forduló és a Bridgestone között közlekedik. A vonalat a T-Busz Tatabányai Közlekedési Kft. üzemelteti.

## Története
A buszvonalat 2018. január 1-jén indította el Tatabánya új közlekedési társasága, a T-Busz Kft.

## Útvonala
| Bridgestone felé | Szent István úti forduló felé |
| --- | --- |
| Szent István úti forduló – Szent István utca – Baross Gábor út – dr. Mohi Rezső út – Semmelweis utca – Szent Borbála út – Károlyi Mihály utca – Árpád utca – Kossuth Lajos utca – Bajcsy-Zsilinszky utca – Dózsa György út – Réti utca – Erdész utca – Rákóczi Ferenc út – Búzavirág utca – Orgonás út – Üveggyár utca – Bridgestone | Bridgestone – Üveggyár utca – Orgonás út – Búzavirág utca – Rákóczi Ferenc út – Erdész utca – Réti utca – Dózsa György út – Bajcsy-Zsilinszky utca – Kossuth Lajos utca – Árpád utca – Károlyi Mihály utca – Szent Borbála út – Semmelweis utca – dr. Mohi Rezső út – Baross Gábor út – Szent István utca – Szent István úti forduló |

## Megállóhelyei
| 0  | 0  | Szent István úti forduló végállomás | 37 | 35 | 1, 1G, 5, 5P, 9, 9D, 51                                                                                          |
| 1  | 1  | Szikla utca                         | 36 | 34 | 1, 1G, 5, 5P, 9, 9D, 51 8432, 8435, 8436, 8437                                                                   |
| 2  | 2  | Templom utca                        | 35 | 33 | 1, 1G, 5, 5P, 9, 9D, 51                                                                                          |
| 3  | 3  | Szolgáltató ház                     | 34 | 32 | 1, 1G, 5, 5P, 9, 9D, 51 8432, 8435, 8436, 8437                                                                   |
| 4  | 4  | Szabadság tér                       | 33 | 31 | 1, 1G, 5, 5P, 9, 9D, 51                                                                                          |
| 5  | 5  | Baross köz                          | 32 | 30 | 1, 1G, 5, 5P, 51 8432, 8435, 8436, 8437                                                                          |
| 6  | 6  | Csarnok utca                        | 31 | 29 | 1, 1G, 51 |
| 7  | 7  | Baross Gábor utca                   | 30 | 28 | 1, 1G, 51 |
| 8  | 8  | Bányász körtér                      | 29 | 27 | 1, 3, 3A, 3G, 3L, 4, 4E, 6, 8, 8L, 8S, 11, 16, 18, 36, 38, 38G, 51, 53B 8432, 8435, 8436                         |
| 9  | 9  | Újtemető                            | 28 | 26 | 1, 3, 3A, 3G, 3L, 4, 4E, 6, 8, 8L, 8S, 11, 16, 18, 38, 38G, 51, 53B                                              |
| 10 | 10 | Gőzfürdő                            | 27 | 25 | 1, 3, 3A, 3G, 3L, 4, 4E, 6, 8, 8L, 8S, 11, 16, 18, 38, 38G, 51, 53B 8435, 8436                                   |
| 11 | 11 | Sportpálya                          | 26 | 24 | 1, 1G, 4, 4E, 5, 5P, 6, 10, 11, 16, 51, 59B 822, 824, 8406, 8410, 8423, 8432, 8435, 8436, 8437, 8443, 8460, 8472 |
| 12 | 12 | Szent Borbála út                    | 25 | 23 | 1, 1G, 4, 4E, 5, 5P, 6, 10, 11, 16, 51, 59B 822, 824, 8406, 8410, 8423, 8432, 8435, 8436, 8437, 8443, 8460, 8472 |
| 13 | 13 | Eötvös utca                         | 24 | 22 | 1, 1G, 4, 4E, 11, 51, 52, 52I                                                                                    |
| 14 | 14 | Vágóhíd utca                        | 23 | 21 | 1, 1G, 4, 4E, 11, 51, 52, 52I                                                                                    |
| 15 | 15 | Árpád köz                           | 22 | 20 | 1, 1G, 4, 4E, 11, 51, 52, 52I                                                                                    |
| 16 | 16 | Kossuth Lajos utca                  | 21 | 19 | 1, 1G, 4, 4E, 6, 11, 16, 26, 26R, 51, 52, 52I                                                                    |
| 17 | 17 | Bajcsy-Zsilinszky utca              | 20 | 18 | 1, 1G, 6, 11, 16, 26, 26R, 52, 52I                                                                               |
| 18 | 18 | Madách Imre utca                    | 19 | 17 | 1, 1G, 2, 6, 9, 9D, 11, 16, 26, 26R, 50, 52, 52I, 57, 59I                                                        |
| 19 | 19 | Bánki Donát Iskola                  | 18 | 16 | 2, 8, 8L, 8S, 9D, 18, 26, 26R, 38, 38G, 52, 52I, 59, 59B, 59I                                                    |
| 20 | 20 | Millennium lakópark                 | 17 | 15 | 2, 8, 8L, 8S, 9D, 18, 26, 26R, 38, 38G, 52, 52I, 59, 59B, 59I                                                    |
| 21 | 21 | Mentőállomás                        | 16 | 14 | 8, 8L, 8S, 11, 18, 38, 38G, 52, 52I, 59, 59B                                                                     |
| 26 | 25 | Búzavirág út                        | 11 | 10 | 4, 4E, 9, 9D, 50, 51, 53, 55, 57, 59, 59I 8402, 8403                                                             |
| 27 | 26 | Otto Fuchs                          | 10 | 9  | 50, 51, 52I, 53, 53B, 53I, 54, 55, 57, 59, 59B, 59I 8402, 8403                                                   |
| 29 | 28 | Coloplast                           | 8  | 7  | 50, 51, 52I, 53, 53B, 53I, 54, 55, 57, 59, 59B, 59I 8402, 8403                                                   |
| 31 | 29 | Lotte - Samsung                     | 6  | 6  | 50, 51, 52I, 53, 53B, 53I, 54, 55, 57, 59, 59B, 59I 8402, 8403                                                   |
| 33 | 31 | AGC Üveggyár                        | 4  | 4  | 50, 51, 52I, 53, 53B, 53I, 54, 55, 57, 59, 59B, 59I 8402, 8403                                                   |
| 34 | 32 | BD Hungary                          | 3  | 3  | 50, 51, 52I, 53, 53B, 53I, 54, 55, 57, 59, 59B, 59I 8402, 8403                                                   |
| 35 | 33 | Henkel Kft.                         | 2  | 2  | 50, 51, 52I, 53, 53B, 53I, 54, 55, 57, 59, 59B, 59I 8402, 8403                                                   |
| 37 | 35 | Bridgestone végállomás              | 0  | 0  | 50, 51, 52I, 53B, 53I, 54, 55, 57, 59B, 59I 8402, 8403                                                           |